# Stethantyx lucasi
Stethantyx lucasi är en stekelart som beskrevs av Alfred Byrd Graf 1980. Stethantyx lucasi ingår i släktet Stethantyx och familjen brokparasitsteklar. Inga underarter finns listade i Catalogue of Life.